# Gare de Chauffailles
La gare de Chauffailles est une gare ferroviaire française située sur le territoire de la commune de Chauffailles dans le département de Saône-et-Loire en région Bourgogne-Franche-Comté.

## Situation ferroviaire
Cette gare est située au point kilométrique (PK) 38,794 de la ligne de Paray-le-Monial à Givors-Canal. Son altitude est de 441 m.

## Service des voyageurs

### Accueil
Halte SNCF, c'est un point d'arrêt non géré (PANG) à entrée libre.

### Desserte

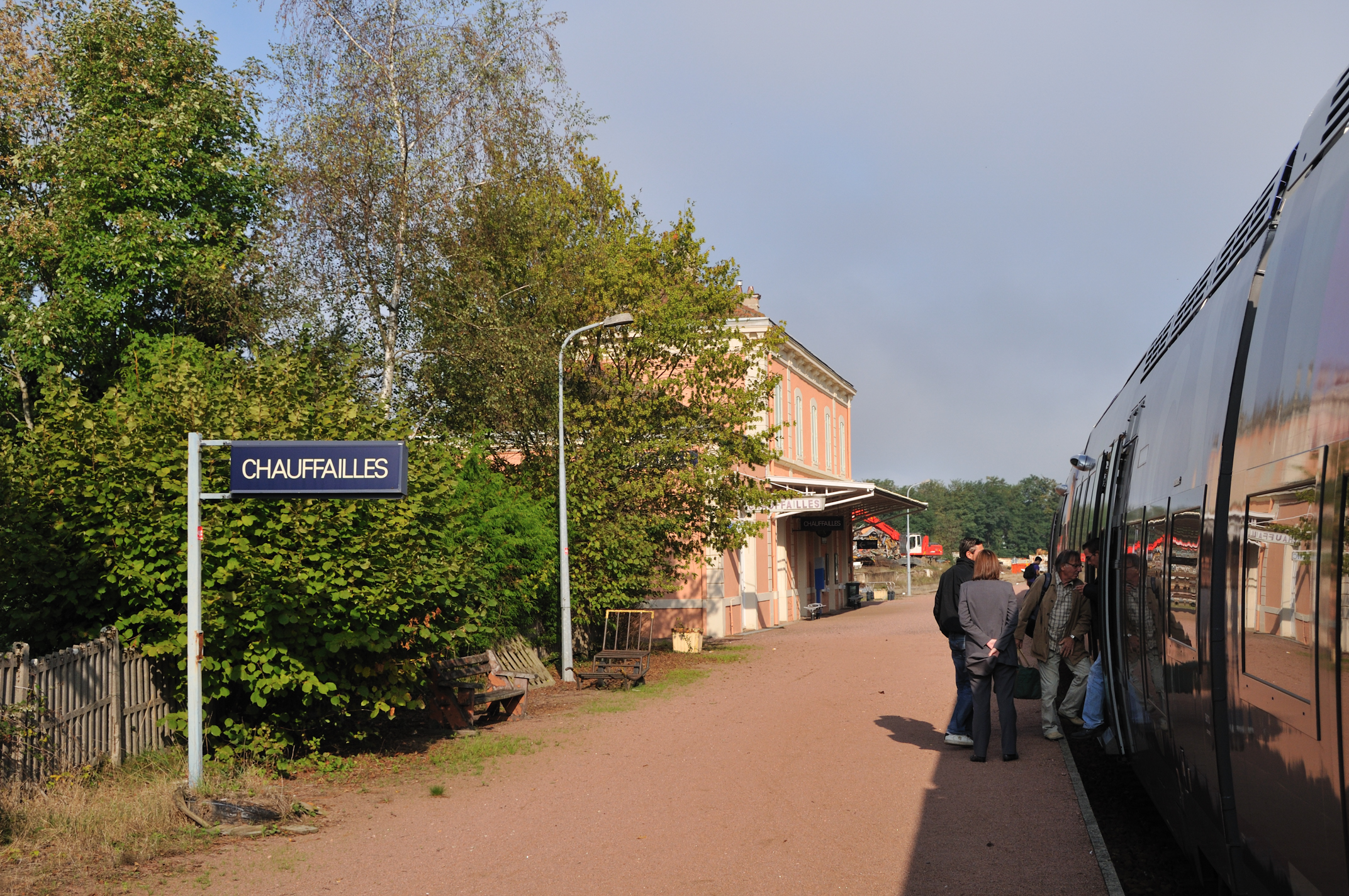
Arrêt d'un TER en gare en 2009.

Chauffailles est desservie par des trains du réseau TER Bourgogne-Franche-Comté via les missions suivantes :
- Lyon — Paray-le-Monial ;
- Lyon — Tours (via Paray-le-Monial, Moulins, Nevers et Bourges) ;
- Lyon — Nevers (via Paray-le-Monial et Moulins).